# Marie Markéta Podstatzká-Lichtenštejn
Marie Markéta Podstatzká-Lichtenštejn (10. června 1912 Vídeňské Nové Město – 11. února 1994 Vídeň) byla česká hraběnka pocházející ze sloupské větve rodu Kinských, manželka Leopolda IV. Podstatského-Lichtenštejna z moravského rodu Podstatských z Prusinovic. Proslula především jako jedna z prvních aktivních ledních hokejistek v Československu a spoluzakladatelka hokejového klubu SK Telč v Telči.

## Život

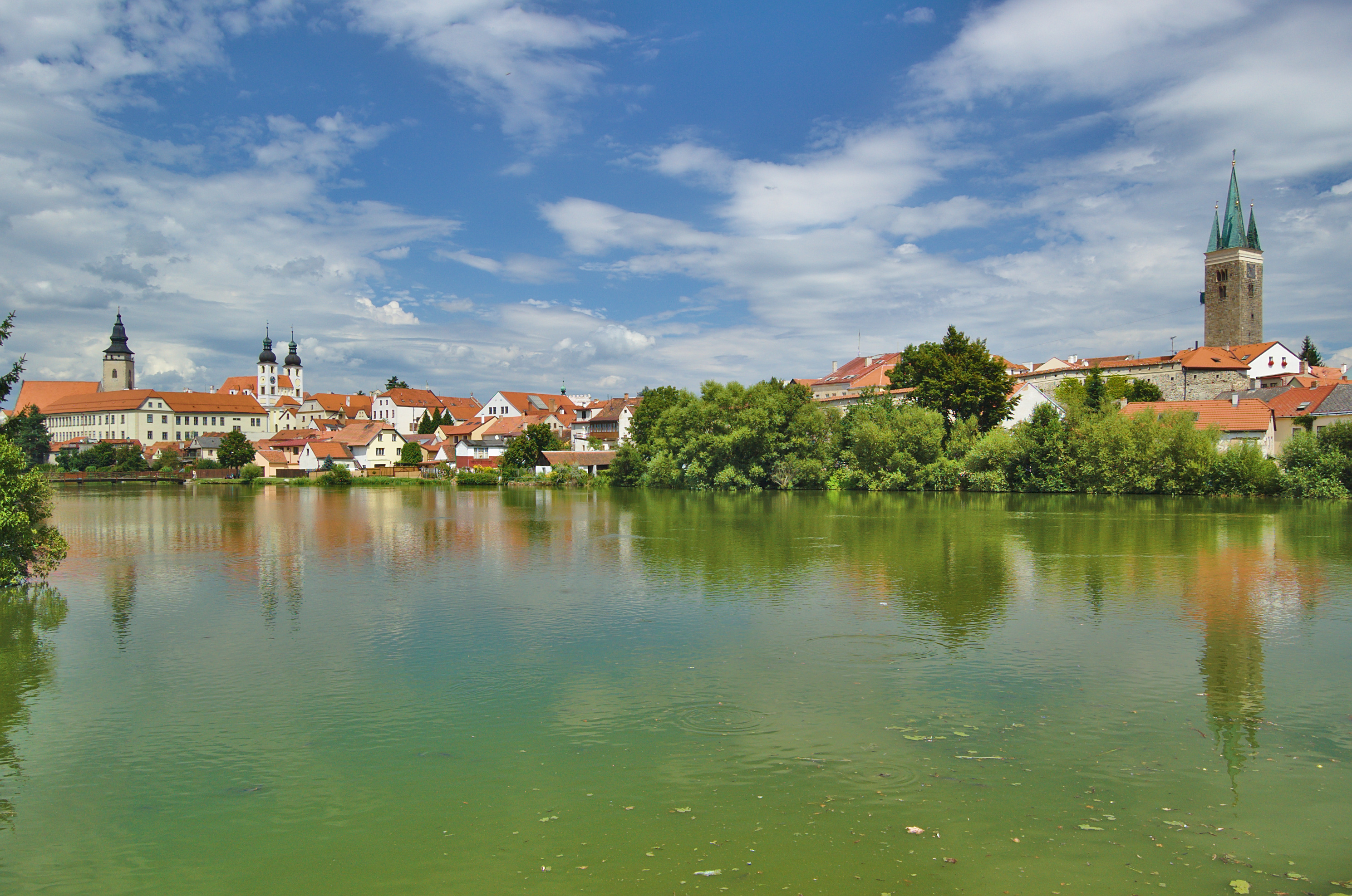
Ulický rybník v Telči, kde byla hrána první zdejší hokejová utkání

Narodila se ve Vídeňském Novém Městě nedaleko Vídně jako nejstarší z pěti dětí Bedřicha Adolfa Kinského (1885-1956) a Margareth Dubské z Třebomyslic (1885-1968). Roku 1931 se na zámku Lešná provdala za Leopolda IV. Podstatského-Lichtenštejna (1903–1979), posledního majitele panství na Vysočině (Telč) a severní Moravě (Veselíčko (okres Přerov). Leopoldův otec Leopold III. Podstatský působil jako velkostatkář, moravský zemský poslanec a později člen rakouské Panské sněmovny. Marie Markéta se svým manželem a dětmi žili na telčském zámku, zapojovali se do místního společenského života.

### Sport
Rodina Podstackých-Lichtenštejn rovněž holdovala zimním sportům. V zimě 1928/1929 bylo na telčském rybníku s jejich přičiněním poprvé zřízeno kluziště. Marie Markéta Podstatská sem po přestěhování do Telče chodívala bruslit, zapojila se rovněž aktivně do hokejových zápasů místních mužů. V sezóně 1932/1933 se spolu s dalšími hráči stala zakladatelkou hokejového klubu SK Telč, místního hokejového klubu, který se začal účastnit ligových soutěží. Administrativně klub spadal pod Horáckou župu. Podstatská byla vedle aktivního hráčství také organizátorkou sportovních událostí a utkání, například roku 1944 byly klubem do Telče pozváni tehdejší sportovní hvězdy Bohumil Modrý a Josef Trousílek. Podstacká se rovněž ráda věnovala plavání, lyžování či automobilismu (byla pravděpodobně držitelkou řidičského průkazu). Neexistují však důkazy, že by hokej v Telči hráli i další ženy.
Po událostech spojených s uzavřením Mnichovské dohody roku 1938 a vyhlášením Protektorátu Čechy a Morava 15. března 1939 přijali manželé pro sebe a své potomky říšské občanství. S koncem druhé světové války a zániku Nacistického Německa byla rodina obviněna z kolaborace a připravena o veškerý majetek. Musela opustit zámek v Telči, v rámci vysídlení českých Němců pak rodina odešla z Československa do Rakouska. Leopold IV. Podstatský zemřel ve Freistadtu roku 1979.

### Úmrtí
Marie Markéta Podstatzká-Lichtenštejn zemřela 11. února 1994 ve Vídni ve věku 82 let

### Rodinný život
Se svým manželem Leopoldem IV. Podstatským počali tři děti: Georg Christoph (1932–?), Amalia (1935–?) a Friedrich (1941–?).